# Пенькове
Пе́нькове — село в Україні, у Кетрисанівській сільській громаді Кропивницького району Кіровоградської області. Населення становить 130 осіб.

## Населення
Згідно з переписом УРСР 1989 року чисельність наявного населення села становила 113 осіб, з яких 49 чоловіків та 64 жінки.
За переписом населення України 2001 року в селі мешкало 129 осіб.

### Мова
Розподіл населення за рідною мовою за даними перепису 2001 року:
| Мова       | Відсоток |
| ---------- | -------- |
| українська | 99,23 %  |
| російська  | 0,77 %   |